# Rafael Bobadilla
Rafael Bobadilla (24 ottobre 1963) è un ex calciatore paraguaiano, di ruolo centrocampista.

## Carriera

### Club
Ha giocato nella massima serie dei campionati paraguaiano, colombiano, argentino e messicano.

### Nazionale
Dal 1985 al 1987 ha disputato 4 partite in Nazionale.